# Świadkowie Jehowy w Kazachstanie
Świadkowie Jehowy w Kazachstanie – społeczność wyznaniowa w Kazachstanie, należąca do ogólnoświatowej wspólnoty Świadków Jehowy, licząca w 2023 roku 17 287 głosicieli, należących do 229 zborów. Na dorocznej uroczystości Wieczerzy Pańskiej w 2023 roku zgromadziło się 31 006 osób. Działalność miejscowych głosicieli oraz Świadków Jehowy w Tadżykistanie, Turkmenistanie i Uzbekistanie koordynuje Biuro Oddziału w Issyk, koło miasta Ałmaty.

## Historia

### Początki
W roku 1891 przybył na teren obecnego Kazachstanu trafił pierwszy rosyjski Badacz Pisma Świętego, Siemion Kozlicki. Za śmiałe dzielenie się swoimi wierzeniami został zesłany na roboty do miejscowości Buchtarma (na terenie obecnego Kazachstanu) i tam głosił, aż do końca swego życia – zmarł w 1935 roku.
Od roku 1940 za zachowanie neutralności podczas trwającej II wojny światowej Świadków Jehowy wywożono do obozów pracy w głąb ZSRR. W roku 1944 kolejna grupa głosicieli trafiła do łagrów i więzień. W lipcu 1949 roku setki mołdawskich Świadków Jehowy zostało przymusowo deportowanych do Kazachskiej SRR.
W latach 50. XX wieku większość głosicieli została wysłana do łagrów na Syberii. W roku 1954 w łagrze w pobliżu miejscowości Kengir (obecnie Żezkazgan) w środkowym Kazachstanie, wśród około 14 tys. osadzonych, było 80 Świadków z zachodnich republik radzieckich. Kierując się neutralnością, odmówili udziału w powstaniu w obozie, dzięki czemu uniknęli śmierci. Świadkowie Jehowy przebywali również w obozie w Karagandzie. W roku 1956 Świadkom Jehowy zesłanym na Syberię pozwolono opuścić teren specjalnych osiedli, a wielu z nich przeniosło się do Kazachstanu. Świadkowie Jehowy zaczęli prowadzić swoje spotkania w środkowej i południowo-wschodniej części kraju (Sätbajew, Karaganda, Bałchasz, Rudnyj i inne miasta). 21 sierpnia 1955 roku w rzece Nura ochrzczono 6 osób, a tydzień później kolejne 12 osób.
W roku 1963 w Pietropawłowsku na północy Kazachstanu, lokalne władze zwykle odmawiały Świadkom Jehowy przybyłym z przymusowego wygnania na Syberię możliwości zameldowania się oraz podjęcia pracy. Podobne represje spotykały około 50 miejscowych Świadków Jehowy, głównie w mieście Kustanaj. W roku 1964 w Szczuczinsku na południu kraju pojawiło się 4 nowych głosicieli, m.in. Anatolij Mielnik. W roku 1966 Świadkowie Jehowy zaczęli działać w miejscowości Biełyje Wody na południu Kazachstanu, blisko granicy z Uzbekistanem. Powstała tam grupka Świadków Jehowy, a wkrótce założono zbór. W latach 60. XX w. powstały zbory i grupy w innych miastach i osiedlach w Kazachstanie: Jesyk, Kustanaj, Pietropawłowsk, Karabas, Topar, Taraz, Astana, Rudnyj, Szachtinsk, Aktobe, Pawłodar i Aksu. Kazachski religioznawca Artur Artemjew, zuważył, że żadne sowieckie metody – choćby najbardziej brutalne – nie doprowadziły do zniszczenia wspólnoty religijnej Świadków Jehowy ani nawet nie osłabiły ich gorliwości. Wręcz przeciwnie, w Kazachstanie w czasach sowieckich liczba Świadków Jehowy wzrosła.
W latach 1989–1990 delegaci z Kazachstanu uczestniczyli w kongresach w Polsce.

### Rejestracja
27 marca 1991 roku Świadkowie Jehowy w całym Związku Radzieckim zostali prawnie zarejestrowani. 
W roku 1991 odbył się pierwszy w Kazachstanie duży kongres pod hasłem „Lud miłujący wolność”. Na Stadionie Centralnym w Ałmaty zgromadziło się 6605 osób, w tym delegacje z krajów Środkowej Azji. W 1992 roku w kongresie pod hasłem „Nosiciele światła” w Ałmaty uczestniczyło 6605 osób, 829 zostało ochrzczonych, a 22 stycznia 1997 roku Świadkowie Jehowy w Kazachstanie zostali prawnie zarejestrowani. W tym samym roku w miejscowości Aksu 209 Świadków Jehowy zaprosiło na Pamiątkę 1080 osób. Otwarte Biuro Oddziału koordynowało działalność miejscowych wyznawców oraz współwyznawców w Kirgistanie, w Tadżykistanie, w Uzbekistanie i w Turkmenistanie. W 2004 roku koordynowaniem działalnością w tych krajach podzielono się z nowo powstałym kirgiskim Biurem Oddziału.
W roku 2006 około 500 kazachskich delegatów udało się na kongres międzynarodowy pod hasłem „Wyzwolenie jest blisko!” w Chorzowie. W mieście Ałmaty, po dwóch latach budowy, otwarto Centrum Religijne Świadków Jehowy w Republice Kazachstanu (Biuro Oddziału). Rok później zanotowano liczbę 15 681 Świadków Jehowy w Kazachstanie w 170 zborach, a na uroczystości Wieczerzy Pańskiej (Pamiątce) zebrało się 32 160 osób.
W 2010 roku zanotowano liczbę 17 744 głosicieli w 214 zborach. 4 października tego samego roku wspólnoty wyznawców w co najmniej trzech regionach Kazachstanu zostały ukarane za przeprowadzenie spotkań religijnych w ich własnych mieszkaniach, podała organizacja Forum 18, występująca w obronie praw człowieka.
Na kongresie regionalnym pod hasłem „Szukajmy najpierw Królestwa Bożego!”, który odbył się w dniach od 26 do 28 września 2014 roku w Issyku, członek Ciała Kierowniczego, Gerrit Lösch, ogłosił wydanie Pisma Świętego w Przekładzie Nowego Świata w języku kazachskim (w 2010 roku wydano w tym języku Chrześcijańskie Pisma Greckie w Przekładzie Nowego Świata (Nowy Testament)). Delegacja Świadków Jehowy z Kazachstanu uczestniczyła w kongresie międzynarodowym w Nowym Orleanie w Stanach Zjednoczonych. W roku 2015 osiągnięto liczbę 17 797 głosicieli. W 2015 roku wydano Nowy Testament wraz z Księgą Rodzaju i Księgą Wyjścia (Mukeddes Kitap) w języku ujgurskim (do 2022 roku udostępniono kolejne księgi; do 2 Księgi Hioba).
W dniach od 23 do 25 czerwca 2017 roku w Ałmaty odbył się kongres specjalny pod hasłem „Nie poddawaj się!” z udziałem delegacji z Gruzji, Kirgistanu, Niemiec, Rosji, Stanów Zjednoczonych i Ukrainy. W wyniku nacisków władz, umowy na wynajęcie obiektów kongresowych zostały anulowane. Dlatego 1500 delegatów spotkało się razem z miejscowymi Świadkami Jehowy na kongresie na terenie Chrześcijańskiego Centrum Świadków Jehowy. Policja zatrzymywała autokary przewożące większość z 1500 zagranicznych delegatów z hoteli na obiekt kongresowy. Uczestników kongresu poddawano trwającej 3 godziny kontroli bez podania przyczyn. W 2019 roku delegacje z Kazachstanu uczestniczyły w kongresach międzynarodowych pod hasłem „Miłość nigdy nie zawodzi!” w Atlancie, Guayaquil, Manili, Paryżu i Seulu, a 2024 roku w kongresie specjalnym pod hasłem „Głośmy dobrą nowinę!” w Dominikanie.
Zebrania zborowe odbywają się w języku kazachskim, kazachskim migowym, angielskim, azerskim, kurdyjskim (kurmandżi), rosyjskim, tureckim, ujgurskim, uzbeckim i rosyjskim migowym. Na terenie Kazachstanu Świadkowie Jehowy korzystają z 68 Sal Królestwa. Od 11 maja do 10 listopada 2018 roku Świadkowie Jehowy w Kazachstanie zapraszali na siedem spotkań o charakterze dni otwartych, które odbyły się w wybranych miastach. W 2019 roku osiągnięto liczbę 17 485 głosicieli, a na uroczystości Wieczerzy Pańskiej zebrało się 30 516 osób.
Kazachskie Biuro Oddziału nadzoruje tłumaczenie literatury biblijnej na język kazachski (zapisywany cyrylicą i alfabetem arabskim), turecki (meschecki) oraz ujgurski (zapisywany cyrylicą i alfabetem arabskim).

### Ograniczanie działalności
4 czerwca 2007 roku sześciu urzędników prokuratury przerwało spotkanie religijne tego wyznania, odbywające się w domu prywatnym. 5 osób, które brały w nim udział, oraz jedna osoba, której na nim nawet nie było, zostały ukarane wysoką grzywną. Świadkowie Jehowy odwołali się od tej decyzji, ale 25 czerwca 2007 roku na szczeblu okręgu Trybunał odrzucił odwołanie bez wyjaśnienia. W listopadzie 2008 roku po apelacji, złożonej od tej decyzji w Sądzie Najwyższym, umorzono postępowanie karne oraz zagwarantowano wolność wyznania, a także przywrócono wolność wyznania w obwodzie kyzyłordyńskim, w Czymkencie i na terenie całego południowego Kazachstanu. Miesiąc później Sąd Miejski w Atyrau – po 7 latach odmowy – orzekł, że Świadkowie Jehowy w tym mieście mogą uzyskać status prawny. W całym kraju przekroczono wówczas liczbą 16 200 głosicieli w 180 zborach. We wrześniu 2009 roku Kazachstan oficjalnie uznał czasopisma Świadków Jehowy – „Strażnica Zwiastująca Królestwo Jehowy” i „Przebudźcie się!” za czasopisma przede wszystkim edukacyjne i religijne.
W roku 2012 została uchwalona nowa ustawa o działalności religijnej. Chociaż Świadkowie Jehowy zostali ponownie zarejestrowani w 14 regionach Kazachstanu oraz w miastach Ałmaty i Astana, to zostały nałożone ograniczenia na dystrybucję literatury religijnej oraz działalność kaznodziejską. Do lipca 2013 roku władze wszczęły postępowanie sądowe przeciwko 21 głosicielom prowadzącym działalność kaznodziejską. W obronie wolności słowa Świadkowie Jehowy wnieśli 26 skarg do Komitetu Praw Człowieka ONZ. Od grudnia 2012 roku władze Kazachstanu stopniowo ograniczają wolność religijną Świadków Jehowy w całym kraju. Do czerwca 2017 roku na ponad 60 Świadków Jehowy nałożono wysokie grzywny za prowadzenie „niezarejestrowanej działalności misjonarskiej”.
18 stycznia 2017 roku funkcjonariusze Komitetu Bezpieczeństwa Narodowego Kazachstanu aresztowali Tejmura Achmedowa i Asafa Gulijewa za prowadzenie z innymi rozmów o swoich wierzeniach religijnych. Zostali oskarżeni o „podżeganie do nienawiści religijnej” i „propagowanie poglądu o wyższości [jednej religii]”. 30 stycznia 2017 roku Sąd Miejski w Astanie odrzucił wnioski o ich zwolnienie z aresztu, co w razie uznania ich za winnych groziło karami od 5 do 10 lat pozbawienia wolności. Choć Achmedow ma nowotwór, krwawiącego guza, władze odrzuciły wniosek o zastosowanie aresztu domowego. 1 marca 2017 roku wniosek o umorzenie postępowania karnego został odrzucony, a 13 marca sprawa trafiła do sądu. 2 maja 2017 roku Sąd w Astanie skazał Tejmura Achmedowa na pięć lat więzienia oraz zakazał na okres trzech lat uczestniczenia w szkoleniach biblijnych. Został on pierwszym Świadkiem Jehowy w Kazachstanie oskarżonym o prowadzenie działalności religijnej od czasu uzyskania niepodległości tego państwa w roku 1991. 20 czerwca 2017 roku Sąd Miejski w Astanie odrzucił jego apelację. Decyzję sądu skrytykowały międzynarodowe organizacje broniące praw człowieka. Komitet Praw Człowieka ONZ oraz Amerykańska Komisja ds. Międzynarodowej Wolności Religijnej (USCIRF) wezwały Kazachstan do zaprzestania niewłaściwego stosowania ustawy o walce z terroryzmem do ograniczania pokojowego wielbienia Boga. Reprezentujący go prawnicy złożyli skargi do specjalnych sprawozdawców ONZ do spraw wolności religii i wyznania, do wolności pokojowego zgromadzania się i zrzeszania się oraz do Grupy Roboczej do spraw Bezprawnych Zatrzymań, działających przy ONZ. 2 października pracująca przy ONZ Grupa Robocza do spraw Bezprawnych Zatrzymań wydała decyzję nakazującą władzom Kazachstanu uwolnienie Tejmura Achmedowa, którego działalność „miała całkowicie pokojowy charakter i mieściła się w granicach wolności wyznania” zagwarantowanych w artykule 18. Międzynarodowego Paktu Praw Obywatelskich i Politycznych. 13 października 2017 roku prawnicy Tejmura Achmedowa wnieśli do kazachskiego Sądu Najwyższego odwołanie, domagając się wprowadzenia w życie orzeczenia Grupy Roboczej, oczyszczenia oskarżonego ze stawianych mu zarzutów i wydania nakazu natychmiastowego wypuszczenia go na wolność. 3 stycznia 2018 Świadkowie Jehowy wnieśli skargę do Komitetu Praw Człowieka ONZ. 9 stycznia, jeszcze przed rozpatrzeniem skargi, Komitet ten wezwał Kazachstan do podjęcia tymczasowych działań na rzecz poprawy położenia Achmedowa jeszcze przed formalnym rozpatrzeniem skargi oraz do „bezzwłocznego zapewnienia możliwości skorzystania z odpowiedniego leczenia, a także całkowitego dostosowania warunków jego uwięzienia [do Międzynarodowego Paktu Praw Obywatelskich i Politycznych] oraz standardów międzynarodowych”, a także „do rozważenia zwolnienia [Achmedowa] z więzienia z uwagi na jego stan zdrowia lub umieszczenia go w areszcie domowym na czas rozpatrywania jego skargi przez Komitet”. Ze względu na pogarszający się stan zdrowia 27 marca 2018 Achmedow został przeniesiony pod opiekę lekarską w szpitalu w Ałmaty. 4 kwietnia 2018 roku został oficjalnie zwolniony z aresztu i ułaskawiony przez prezydenta Nursułtana Nazarbajewa, a jego kara uległa zatarciu.
1 czerwca 2017 roku Sąd Najwyższy Kazachstanu uniewinnił Andrieja Koroliewa, jednego ze Świadków Jehowy skazanych za publiczne dzielenie się swoimi wierzeniami religijnymi. Sąd uznał, że prawo do wolności wyznania obejmuje prawo do publicznego wyrażania w sposób pokojowy swoich wierzeń. Chociaż Prokuratura Generalna zapewniła Świadków Jehowy, że wyrok ten zostanie przekazany do wiadomości, sądy niższej instancji odmawiają stosowania go i ponownie zaczęły skazywać Świadków Jehowy za prowadzenie tak zwanej „niezarejestrowanej działalności misjonarskiej”.
29 czerwca 2017 roku sąd w Kazachstanie nakazał zawieszenie funkcjonowania Biura Oddziału Świadków Jehowy w Ałmaty na okres trzech miesięcy oraz nałożył grzywnę w wysokości 680 000 tenge. Wyrok ten miał bezpośredni związek z wkroczeniem przedstawicieli władz na teren Biura Oddziału, które miało miejsce 17 maja 2017 roku. Świadkowie Jehowy mają zamiar wnieść zażalenie w sprawie tej akcji oraz odwołać się od decyzji sądu. 3 sierpnia Sąd Rejonowy wycofał zawieszenie działalności Biura Oddziału, jednocześnie podtrzymując zakaz korzystania ze znajdującej się na jego terenie Sali Królestwa. W wyniku tej decyzji 14 miejscowych zborów nie może korzystać z miejsca spotkań religijnych.
2 grudnia 2022 roku Centrum Badań nad Nowymi Religiami CESNUR zorganizowało międzynarodowe webinarium „W cieniu Rosji: Świadkowie Jehowy a wolność religijna w Azji Środkowej”, również dotyczące sytuacji Świadków Jehowy w Kazachstanie.
9 listopada 2023 roku Wojskowy Sąd Garnizonowy w Ałmaty uznał, że wcielenie Świadka Jehowy, Daniiła Smala do wojska było niezgodny z prawem. 16 kwietnia 2024 roku Najwyższy Sąd Wojskowy Republiki Kazachstanu odrzucił apelację władz wojskowych. 23 maja 2024 roku w uprawomocniło się postanowienie sądu związane z odmową służby wojskowej ze względu na osobiste przekonania religijne.
8 września 2024 roku podczas specjalnego programu w Biurze Oddziału w Ałmaty w Kazachstanie ogłoszono wydanie Biblii —  Ewangelii według Mateusza w języku ujgurskim (w alfabecie arabskim i cyrylicy). Obecne były 483 osoby.
Na terenie miejscowego Biura Oddziału prezentowana jest wystawa dotyczą historii działalności Świadków Jehowy w Kazachstanie.